# Associazione d'Irrigazione Ovest Sesia
L’Associazione d’Irrigazione Ovest Sesia venne costituita con la legge n.1575 firmata da Vittorio Emanuele II il 3 luglio 1853 votata alla camera nella seduta del 15 giugno 1853  riunendo, nella forma privatistica ancora in vigore, i proprietari dei beni rurali nel territorio compreso tra la Dora Baltea, il Sesia e il Po.

## Storia

### Fondazione

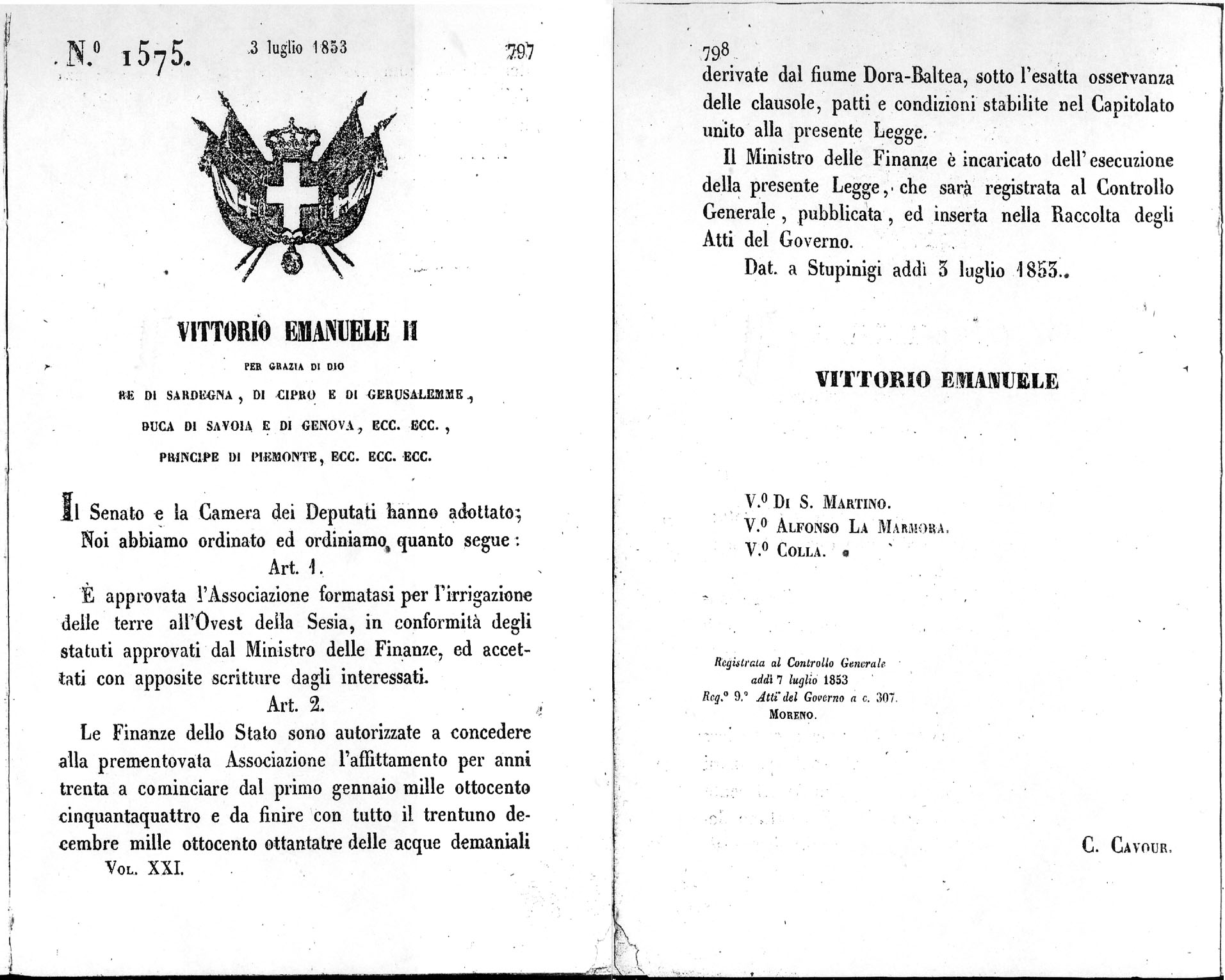
Regio Decreto del 5 luglio 1853 n. 1575 di costituzione dell'Associazione d'Irrigazione Ovest Sesia firmata da Vittorio Emanuele II

L’Associazione d’Irrigazione Ovest Sesia nasce, su iniziativa di Camillo Benso Conte di Cavour, per porre rimedio al diffuso disordine irriguo esistente in Piemonte. Infatti nonostante la presenza di un notevole complesso di opere di irrigazione, la molteplicità delle gestioni e la mancanza di coordinamento determinavano forti sprechi della ricchezza idrica e impedivano la crescita dell’agricoltura.
L’associazione venne costituita con la legge n.1575 del 3 luglio 1853 con il nome di Associazione d’Irrigazione dell’Agro all’Ovest del Sesia, riunendo, nella forma privatistica ancora oggi in vigore, i proprietari dei beni rurali nel territorio compreso tra la Dora Baltea, il Sesia e il Po.
Con l'approvazione della Legge Regionale 9/8/1999  N°21 e con atto costitutivo del 25/11/2000 decreto nº11 del Presidente della Giunta Regionale del Piemonte modificato con Decreto della Giunta Regionale del 16/02/2005 nº414-5592  l’Associazione varia la propria ragione sociale divenendo: Associazione d’Irrigazione Ovest Sesia Consorzio di Irrigazione e Bonifica.
«L’esperimento che vi è proposto ed a cui prendono parte 3500 agricoltori riuniti in associazione, voi dovete approvarlo,
non solo in vista dei vantaggi economici e finanziari che esso reca, ma altresì perché è un gran fatto, un fatto nuovo,
non solo in questo paese, ma oserei dire in tutta l’Europa.
Se questo riesce, l’esempio produrrà un immenso effetto sugli agricoltori di altre Provincie e
farà sì che non sarà difficile il costituire associazioni agricole, non solo allo scopo di irrigare terreni,
ma nell’intento di compiere imprese di utilità grandissima dell’agricoltura.»
Parlamento Subalpino, presentazione della legge 1575, 3 luglio 1853 alla Camera dei deputati

### Sviluppo

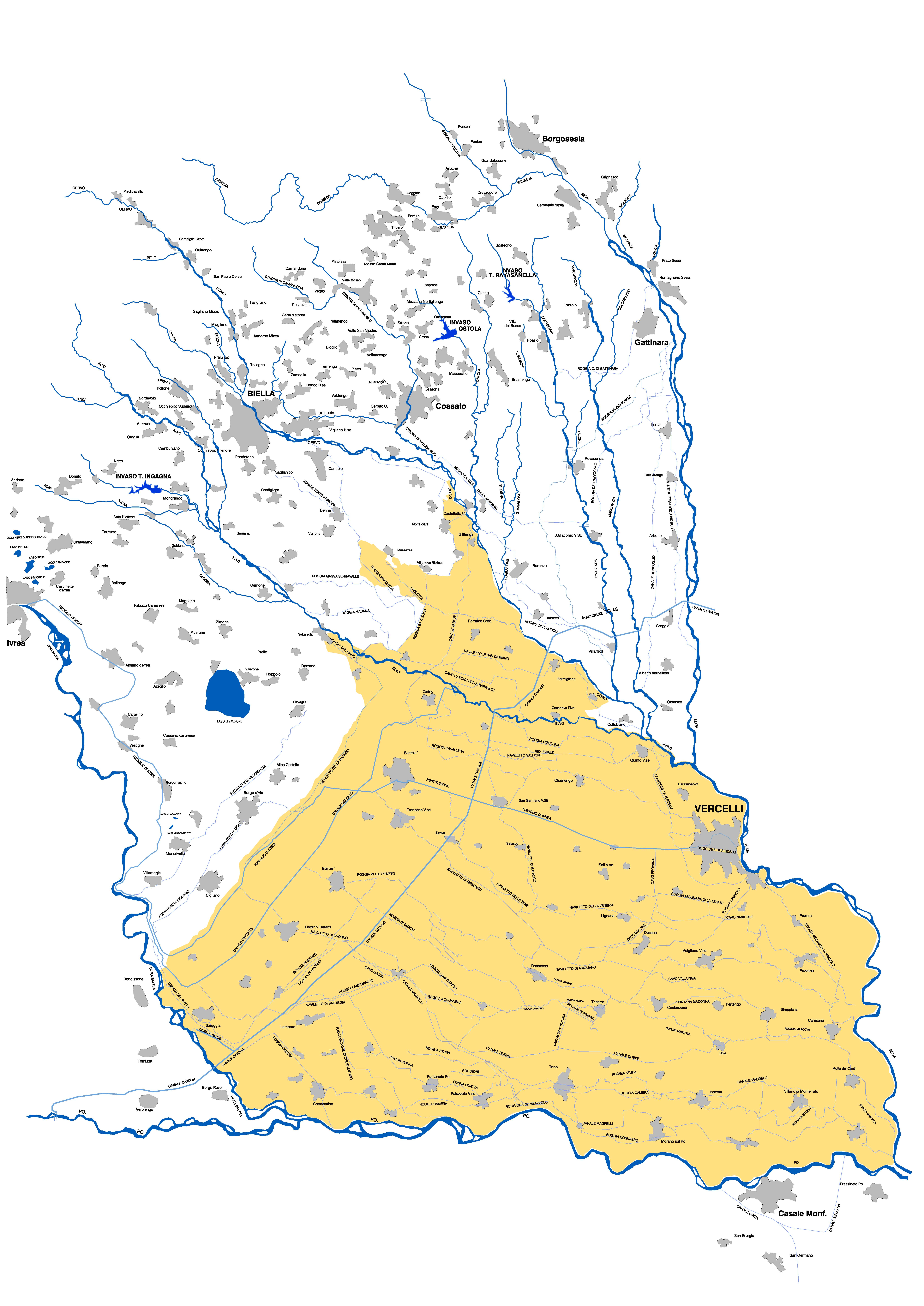
Planimetria delle rete irrigua consortile

La ricchezza di acque che solcavano il terreno, costituì un elemento fondamentale nei secoli per lo stabilirsi delle varie popolazioni nella Pianura Padana già a partire dal IV secolo a. C.
Ma solo con l’evolversi del processo di cristianizzazione e quindi con l’avvento delle comunità monastiche e dei liberi comuni si assistette ad una notevole evoluzione del territorio.
Dal XIII al XIV secolo, infatti, vennero costruite le rogge comunali derivate dal fiume Sesia.
Nel XV secolo il Marchese del Monferrato, iniziò il canale del Rotto (portata 10.000 l/sec. ed una lunghezza di 12 km)  da un cedimento delle sponde della Dora Baltea in comune di Saluggia, e Amedeo VIII Duca di Savoia diede avvio, secondo il disegno di Leonardo da Vinci, al Naviglio d’Ivrea (portata 25.000 l/sec. ed una lunghezza di 73 km) denominato la “Via del Sale” per il trasporto delle derrate (salgemma) tra Ivrea e Vercelli.
I canali venivano realizzati per diversi scopi: per dotare le città dell’acqua necessaria agli usi domestici, per il servizio di fognatura, per azionare i mulini e le prime manifatture ed opifici, per alimentare i fossati delle mura difensive cittadine, per il trasporto delle persone e delle merci ed infine per l’irrigazione delle limitate coltivazioni prossime ai centri abitati.
Ma il maggiore impulso alla trasformazione dell’ambiente e del paesaggio fino al suo aspetto attuale, venne con l’introduzione e la diffusione della coltura del riso.
Essa venne introdotta verso la fine del XV sec.nell’allora Granducato di Milano che abbracciava anche la città di Vercelli.
Questo elemento fisico-colturale determinò l’avvio del grande intervento di bonifica idraulica che ha caratterizzato il XVI ed i secoli seguenti nel territorio tra Dora Baltea, Ticino e Po.
Ma lo sviluppo così impetuoso che aveva caratterizzato il XVI sec. ebbe però una grave sosta già a per l’aggravarsi della situazione politica.
Solo con il tramonto del Seicento riprese la costruzione di nuovi canali
Infatti dal 1785 al 1792 vennero costruiti il canale di Cigliano, derivato dalla Dora Baltea con una portata di 16.000 l/s ed una lunghezza di 31 km (ampliato nel 1859 ad una portata di 55.000 l/s e da allora denominato canale Depretis), il suo diramatore Naviletto di Saluggia; il Naviletto della Mandria e numerosi altri canali.
Sorse però un nuovo problema: la difficoltà sempre crescente che incontrava il servizio di distribuzione delle acque di irrigazione ad assicurare a tutti la quantità necessaria di acqua per le coltivazioni nei tempi opportuni.
Il Governo Piemontese usava affidare la gestione dei canali ad appaltatori privati i quali perseguivano, ovviamente, l’obiettivo del massimo profitto a danno dello stato di manutenzione della rete dei canal.
Per porre rimedio a tale disastrosa situazione, il Conte Camillo Benso di Cavour intuì ed attuò il disegno della costituzione di una Associazione di utenti: l’Associazione d’irrigazione dell’Agro all’ Ovest del Sesia, attraverso cui dare direttamente agli agricoltori la gestione delle acque. La vera svolta in ambito irriguo fu la costruzione del Canale Cavour, nato da una felice intuizione del crescentinese Francesco Rossi, il quale percorse a piedi tutta la pianura da Crescentino arrivando fino al Ticino misurando “le quote del terreno” per dimostrare che la nostra Pianura non era così piatta come sembrava ma che in realtà si trattava di un piano inclinato che degrada dolcemente dalle alture biellesi al fiume Po.
Nonostante la geniale idea il merito della costruzione del canale fu attribuita erroneamente solo all’ingegnere che lo progettò: l’ing. Carlo Noè.
Venne costruito in soli 3 anni dal 1863 al 1866 con una derivazione dal fiume Po’ in comune di Chivasso e termina nel Ticino dopo aver percorso 83 km.
Nel 1868 venne costruito il sussidiario canale Farini lungo solo 3 km con il compito di integrare le acque del Canale Cavour quando nei mesi estivi la portata del fiume Po è insufficiente a differenza della Dora Baltea che è invece sovrabbondante.
L’acqua del Cavour, oltre ad integrare tutti i canali già esistenti nel vercellese, alimenta anche i canali del Novarese gestititi dall’Associazione d’Irrigazione Est Sesia.

## Organizzazione

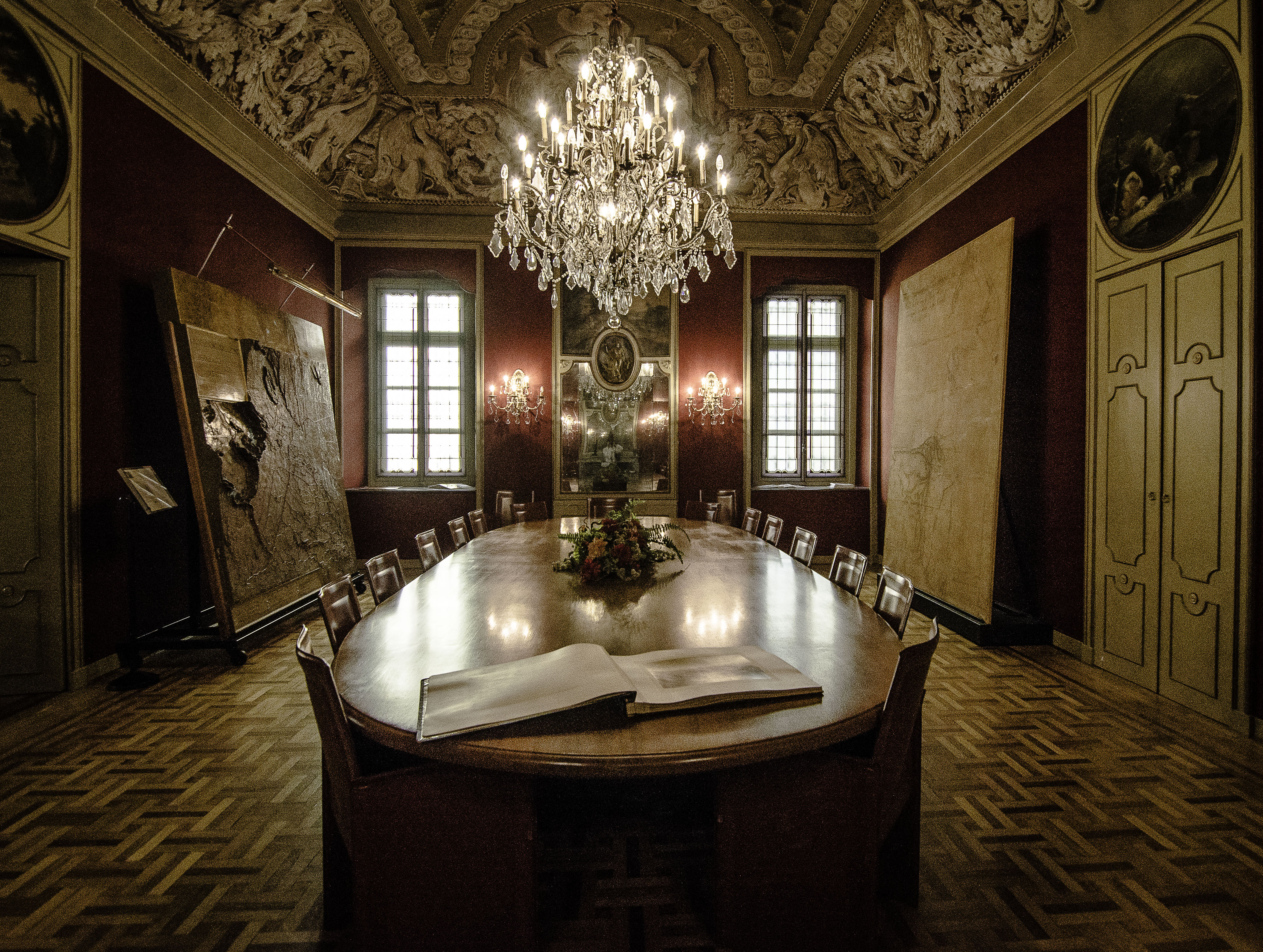
Sala del Consiglio presso Palazzo Pasta, Sede dell'Associazione d'Irrigazione Ovest Sesia

### Elementi costitutivi
Il consorzio si compone di 59 distretti irrigui, ognuno dei quali ha una sua amministrazione autonoma sotto il controllo tecnico-amministrativo della direzione generale. Uno statuto, approvato dai componenti organi pubblici, regola i rapporti sia tra le amministrazioni distrettuali e la Direzione, sia fra i singoli consorziati tra di loro.
Altresì i tenimenti isolati e le zone servite da luci libere compongono il consorzio.
I tenimenti isolati a loro volta sono costituiti da singole proprietà aventi superficie e caratteristiche tali da poter essere irrigati senza interferenze con il sistema irriguo distrettuale.
Le zone servite da luci libere invece, sono costituite da terreni con caratteristiche tali da non consentire la costituzione di regolari distretti autonomi: all’irrigazione di esse provvede direttamente la Direzione Consorziale.

### Gli organi
Gli organi rappresentativi e deliberativi del consorzio sono liberamente eletti dai consorziati.
I consorziati di ciascun distretto nominano una propria amministrazione; i presidenti di tali amministrazioni distrettuali formano poi l’assemblea elettiva.
L’assemblea elettiva nomina a sua volta nel proprio seno il presidente del consorzio, il consiglio direttivo ed il collegio dei revisori dei conti.
Il tribunale arbitrale, interno al consorzio, giudica delle eventuali controversie e contestazioni che possono insorgere. Possono infatti sorgere contestazioni fra i consorziati, i consorziati con i distretti o il consorzio, fra i distretti stessi o, infine, fra il consorzio ed i distretti.

### La gestione
La gestione irrigua del comprensorio si esplica attraverso il consorzio ed i distretti irrigui di cui si compone.
Il consorzio provvede direttamente a quanto interessa la generalità dei consorziati.
Pertanto essa, a mezzo di proprio personale tecnico-amministrativo e salariato, provvede: alla manutenzione dei canali ed alla gestione delle acque irrigue, alla raccolta delle colature ed alla loro successiva riutilizzazione ed a dispensare le acque ai singoli Distretti.
Al servizio irriguo provvedono gli acquaioli che giornalmente comunicano alla direzione le portate controllate a mezzo di oltre 1.100 edifici di misura (modelli o modellatori).

## Attività

### Irrigazione

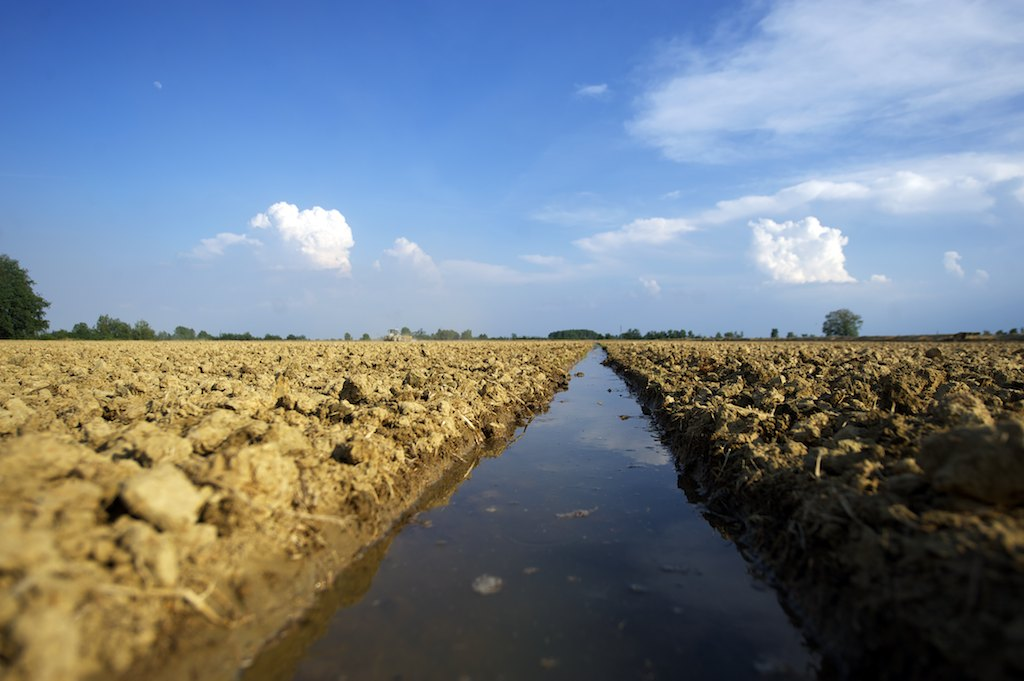
Particolare di un solco per l'irrigazione all'interno di una camera di risaia

L’acqua utilizzata per l’irrigazione del comprensorio viene derivata dai fiumi che lo delimitano e lo solcano, per essere immessa in un insieme di corsi d’acqua che raggiungono uno sviluppo complessivo di circa 9.000 km. La rete irrigua principale è per la maggior parte costituita da canali un tempo di pertinenza dell’Amministrazione Generale dei Canali Demaniali d’Irrigazione (Canali Cavour).
In seguito per effetto della legge n. 984 del 27 dicembre 1977, tale complesso di opere venne dato in consegna ai consorzi di Irrigazione Ovest Sesia ed Est Sesia per la sua gestione. Si tratta del maggior sistema irriguo del Paese che serve il territorio di pianura esteso tra i fiumi Dora Baltea, Po e Ticino, per una superficie complessiva di oltre di 140.000 ettari tra Piemonte e Lombardia. Per la gestione dei Canali di interesse comune l’Associazione Ovest Sesia di Vercelli ed Est Sesia di Novara hanno costituito nel 1978 la Coutenza Canali Cavour.
Grazie alla pendenza naturale del territorio e alla natura del sottosuolo, costituito da un’alternanza di strati di materiale sabbioso-ghiaioso, permeabile all’acqua, e di strati argillosi impermeabili, è possibile praticare un tipo di irrigazione che utilizza i metodi dello scorrimento e della sommersione che consentono il riuso delle acque percolate nel terreno. Infatti per la natura del sottosuolo le percolazioni dei campi irrigati vanno ad alimentare la prima falda idrica sotterranea che, più a valle, riaffiora attraverso risorgive e fontanili. La falda freatica esercita quindi una funzione di accumulo di enormi volumi di acqua che in lento movimento raggiungono i fiumi dai quali erano stati prelevati tutto quanto viene prelevato dai fiumi a monte viene nuovamente restituito agli stessi fiumi più a valle.
La sommersione dei terreni che avviene infatti da monte verso valle, deve essere effettuata entro tempi prefissati.

### Difesa del suolo
L’associazione opera svolgendo attività di difesa idraulica del territorio. Accanto all’ordinaria funzione irrigua, stabilisce il sistema operativo per convogliare le acque piovane fino ai grandi fiumi.

### Energia da fonti rinnovabili
L’associazione opera nel settore della produzione di energia rinnovabile, in particolare della produzione idroelettrica, sfruttando i "salti d'acqua" della propria rete di canali, con impianti di taglia variabile tra i 100 kW e i 500 MW. 
Ovest Sesia opera altresì attraverso la partecipazione a società per lo sviluppo di piccole centrali idroelettriche.

### Didattica
Svolge attività didattica presso le scuole al fine di sensibilizzare a proposito del proprio territorio.